# Exothotettix guangxiensis
Exothotettix guangxiensis är en insektsart som beskrevs av Zheng, Z. och G. Jiang 1993. Exothotettix guangxiensis ingår i släktet Exothotettix och familjen torngräshoppor. Inga underarter finns listade i Catalogue of Life.